# Andropolia ochracea
Andropolia ochracea là một loài bướm đêm trong họ Noctuidae.

## Hình ảnh

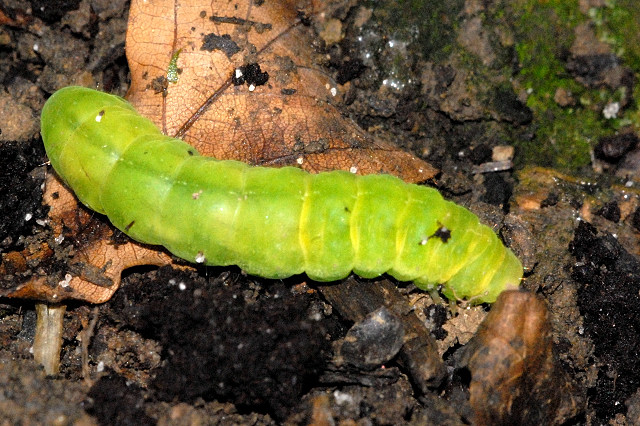